# Eleccions legislatives gregues de 1933
Les eleccions legislatives gregues de 1933 se celebraren el 5 de març de 1933, després de l'intent de cop d'estat venizelista. Va guanyar el Partit Popular i Panagis Tsaldaris va formar govern.
| Eleccions legislatives gregues de 1933                                                                                      | Eleccions legislatives gregues de 1933                          | Eleccions legislatives gregues de 1933 | Vots | Vots  | Vots | Escons | Escons |
| Eleccions legislatives gregues de 1933                                                                                      | Eleccions legislatives gregues de 1933                          | Eleccions legislatives gregues de 1933 | No.  | %     | +− % | No.    | +−     |
| --- | --------------------------------------------------------------- | -------------------------------------- | ---- | ----- | ---- | ------ | ------ |
| | Partit Popular Laikon Komma                                     | Panagis Tsaldaris                      |      | 38,1  |      | 118    |        |
| | Partit Liberal Komma Fileleftheron                              | Elevthérios Venizelos                  |      | 33,3  |      | 80     |        |
| | Partit de Grangers i Treballadors Agrotikon kai Ergatikon Komma | Alexandros Papanastasiou               |      | 4,2   |      | 13     |        |
| | Partit Nacional Radical Ethnikon Rizospastikon Komma            | Georgios Kondilis                      |      | 4.1   |      | 11     |        |
| | Partit Progressista Proodeftikon Komma                          | Georgios Kafandaris                    |      | 6.8   |      | 10     |        |
| | Partit dels Lliurepensadors Komma Eleftherofronon               | Ioannis Metaxàs                        |      | 1.6   |      | 3      |        |
| | Partit Democràtic Agrari Agrotikon Demokratikon Komma           | Alexandros Mylonas                     |      | 1.3   |      | 5      |        |
| | Partit Democràtic Conservador Syntiritiko Demokratikon Komma    | Andreas Michalakopoulos                |      | 0.8   |      | 2      |        |
| | Partit Agrari Agrotikon Komma                                   |                                        |      | 2.0   |      | 2      |        |
| | Partit Agrari Agrotikon Komma                                   | Ioannis Sofianopoulos                  |      | 1.8   |      | 1      |        |
| | Partit Comunista de Grècia Kommunistikon Komma Ellados          | Nikolaos Zachariadis                   |      | 4.5   |      | 0      |        |
| | Oposició Unida Inoméni Antipolitevsis                           |                                        |      |       |      |        |        |
| | Altres                                                          |                                        |      | 0,9   |      |        |        |
| Vots vàlids | Vots vàlids                                                     | Vots vàlids                            |      | 100,1 |      | 248    |        |
| Vots nuls |                                                                 |                                        |      |       |      |        |        |
| Total |                                                                 |                                        |      |       |      |        |        |
| Participació | Participació                                                    | Participació                           | %    |       |      |        |        |
| Electorat |                                                                 |                                        |      |       |      |        |        |
| Font: Web d'eleccions de Lar; National Research Foundation "Elevthérios K. Venizelos" Arxivat 2009-04-22 a Wayback Machine. |                                                                 |                                        |      |       |      |        |        |